# Лайт, Джудит
Джу́дит Э́ллен Лайт (англ. Judith Ellen Light; род. 9 февраля 1949, Трентон) — американская актриса, продюсер и активистка. Обладательница двух премий «Тони» и двух дневных премий «Эмми».
Лайт впервые появилась на театральной сцене в 1970 году, прежде чем в 1975 году совершила свой дебют на Бродвее с ролью в пьесе «Кукольный дом». Её прорывом стала роль Карен Волек в мыльной опере «Одна жизнь, чтобы жить» (1977—1983), принёсшая ей две дневных премии «Эмми» за лучшую женскую роль в драматическом сериале. Продолжая карьеру на телевидении, с 1984 по 1992 год Лайт исполняла роль Анджелы Бауэр в ситкоме «Кто здесь босс?», после чего с повторяющимися ролями появилась в драме NBC «Закон и порядок: Специальный корпус» (2002—2010) и драмеди «Дурнушка» (2006—2010). Роль Клэр Мид в последнем из шоу принесла ей номинацию на прайм-тайм премию «Эмми» в категории «Лучшая приглашённая актриса в комедийном телесериале».
Получив свою первую номинацию на премию «Тони» в 2011 году, в 2012 и 2013 годах Лайт выиграла две награды в категории «Лучшая женская роль второго плана в пьесе». С 2013 по 2014 она исполняла роль Джудит Браун Райленд в мыльной драме «Даллас». В 2014—2019 годах актриса снималась в сериале «Очевидное», за роль в котором была номинирована на премии «Золотой глобус», «Эмми» и «Выбор телевизионных критиков».
Лайт также известна как активистка ЛГБТ и ВИЧ/СПИД, начавшая свою деятельность в 1980-х годах.

## Биография
Лайт родилась в городе Трентон, штат Нью-Джерси, в еврейской семье. Её мать, Перл Сью (урождённая Холландер) была моделью, а отец, Сидни Лайт — бухгалтером. Лайт окончила школу в 1966 году и изучала актёрское мастерство в Университете Карнеги — Меллон.

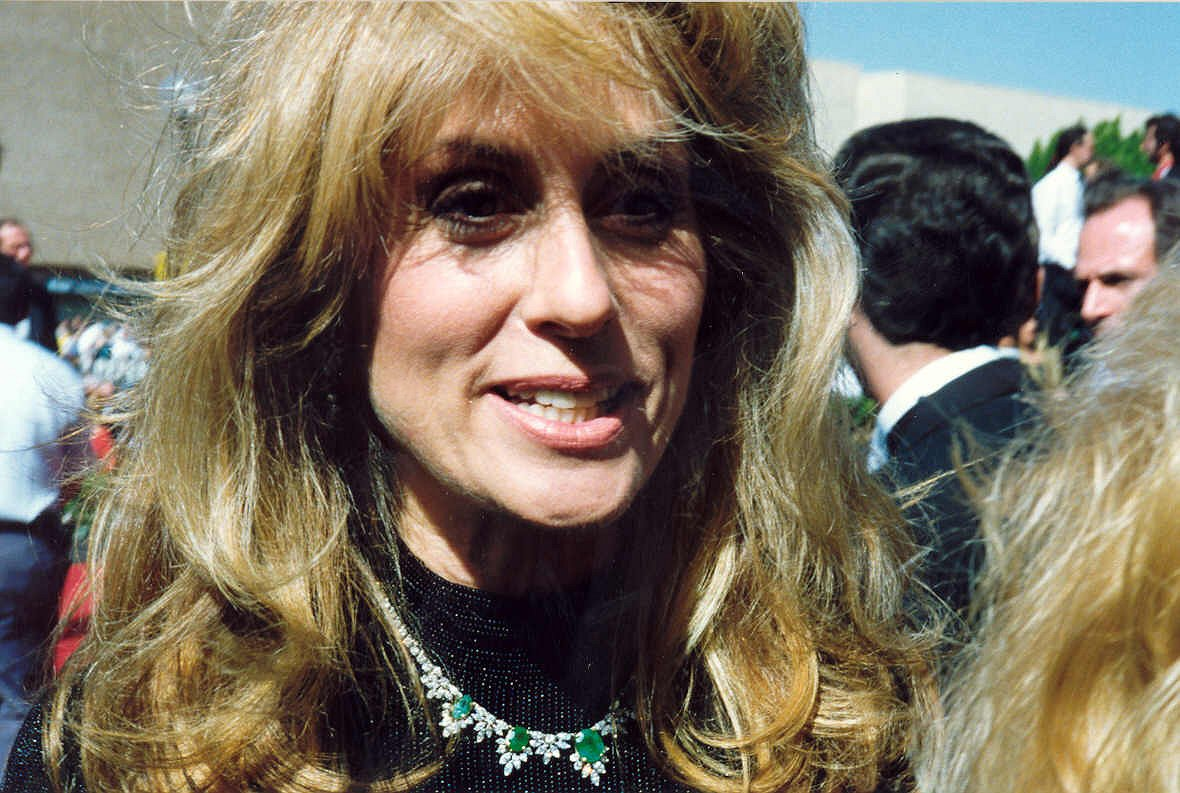
Джудит Лайт в 1992 году на премии «Эмми»

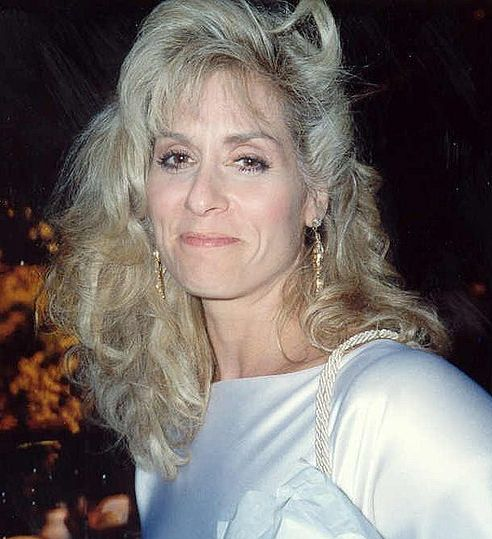
Джудит Лайт в 1989 году на премии «Эмми»

Дебют Лайт на профессиональной сцене состоялся в 1970 году в пьесе «Ричард III» на шекспировском фестивале в Калифорнии. В 1975 актриса впервые приняла участие в бродвейской постановке, а с 1977 начала активно сниматься на телевидении.
Первым большим успехом Джудит Лайт стала роль Карен Волек в мыльной опере «Одна жизнь, чтобы жить», где она снималась с 1977 по 1983 годы и за которую была удостоена двух наград «Эмми» в номинации «Лучшая актриса драматического сериала». Следующим заметным проектом стал ситком «Кто здесь босс?», где Лайт играла главную героиню Анжелу Бауэр. Сериал продержался в эфире 8 сезонов и был переснят во многих странах. В 1989 году Джудит сыграла мать главного героя в телефильме «История Райана Уайта», основанном на реальных событиях.
С 2006 по 2010 год играла роль Клэр Мид, матери Дэниела и Алексис в телесериале «Дурнушка». Эта роль принесла ей номинации на «Эмми» и премию Гильдии киноактёров США. В период между 2002—2010 годами Лайт была приглашенной звездой в роли властной судьи Элизабет Донелли в телесериале «Закон и порядок: Специальный корпус».
В 2011 году Джудит Лайт первый раз в карьере была номинирована на премию «Тони» за роль в пьесе «Ломбарди». В следующем году, за роль в постановке Other Desert Cities, Лайт выиграла «Тони», «Драма Деск» и ряд других наград. В 2013 году Джудит Лайт взяла на себя гротескную роль злобной Мадам Джудит Браун Райленд в сериале «Даллас». Сериал был закрыт после трёх сезонов из-за спада рейтингов.

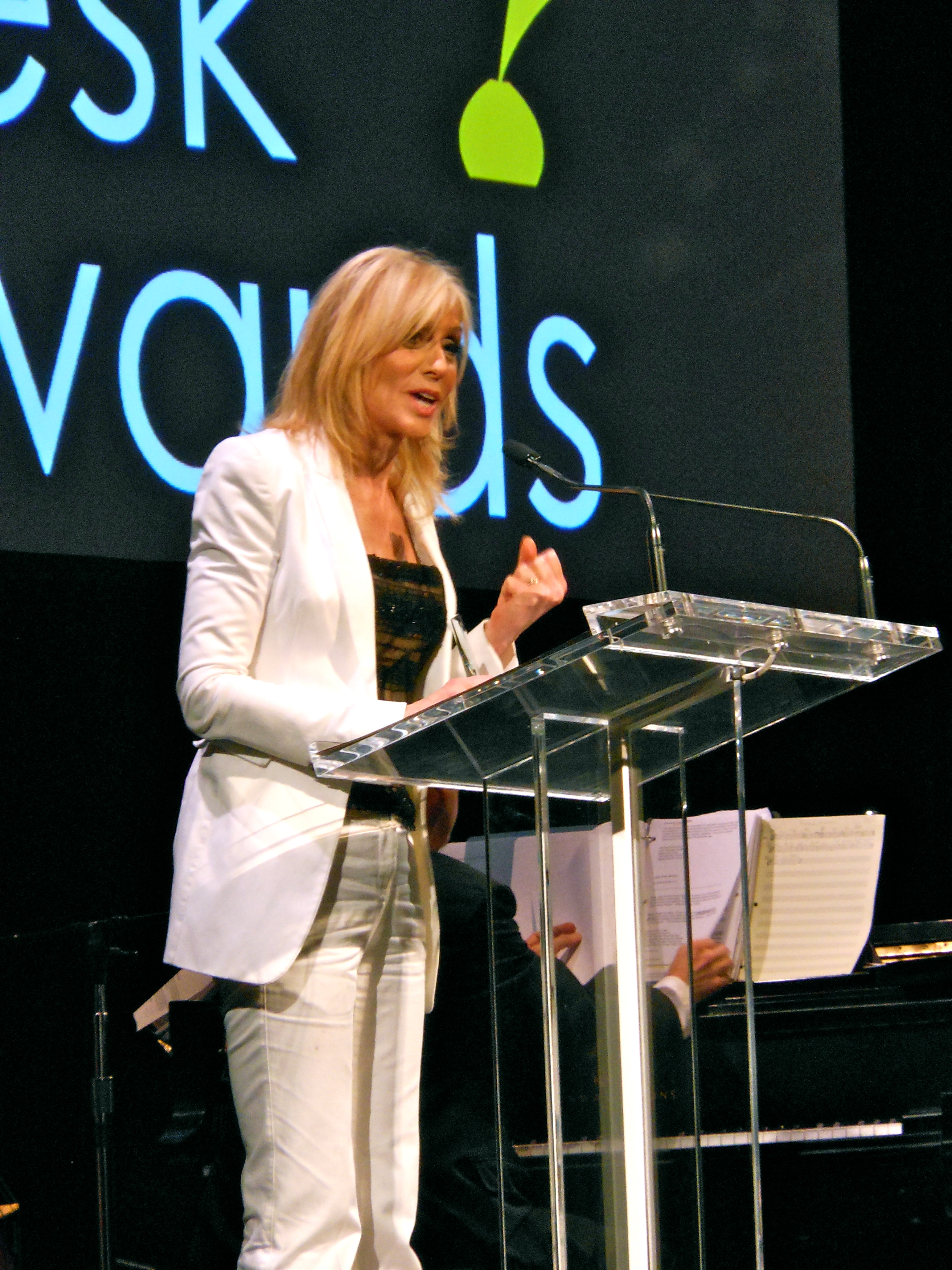
Джудит Лайт произносит речь в 2011 году

В 2013 году Джудит Лайт получила вторую в карьере премию «Тони», за роль в пьесе The Assembled Parties, тем самым став единственной актрисой, кто два года подряд выигрывал премию в одной и той же категории.

## Личная жизнь
Лайт является еврейкой. С 1985 года она замужем за актёром Робертом ДеЗидерио, с которым познакомилась на съёмках сериала «Одна жизнь, чтобы жить». У них нет детей.

## Активизм
Джудит Лайт является активным сторонником движения за права сексуальных меньшинств и на протяжении многих лет занимается благотворительной деятельностью в поддержку ЛГБТ. Она оказала поддержку своему бывшему коллеге по сериалу «Кто здесь босс?» Дэнни Пинтауро, когда он совершил каминг-аут как гей, а в 1993 году выступила с речью на марше в поддержку геев и лесбиянок в Вашингтоне.
Лайт — член правления «Фонда Мэттью Шепарда» и «Point Foundation» — организаций, продвигающих идеи толерантности и оказывающих поддержку представителям секс-меньшинств.
В 2010 году Джудит Лайт вместе с Вупи Голдберг, Элтоном Джоном, Синтией Никсон, Анной Пэкуин, Синди Лопер, Джейсоном Мразом, Келли Осборн и другими знаменитостями приняла участие в кампании «Мне не наплевать» («Give A Damn») организации «Истинные цвета», направленной на борьбу с гомофобией.

## Фильмография

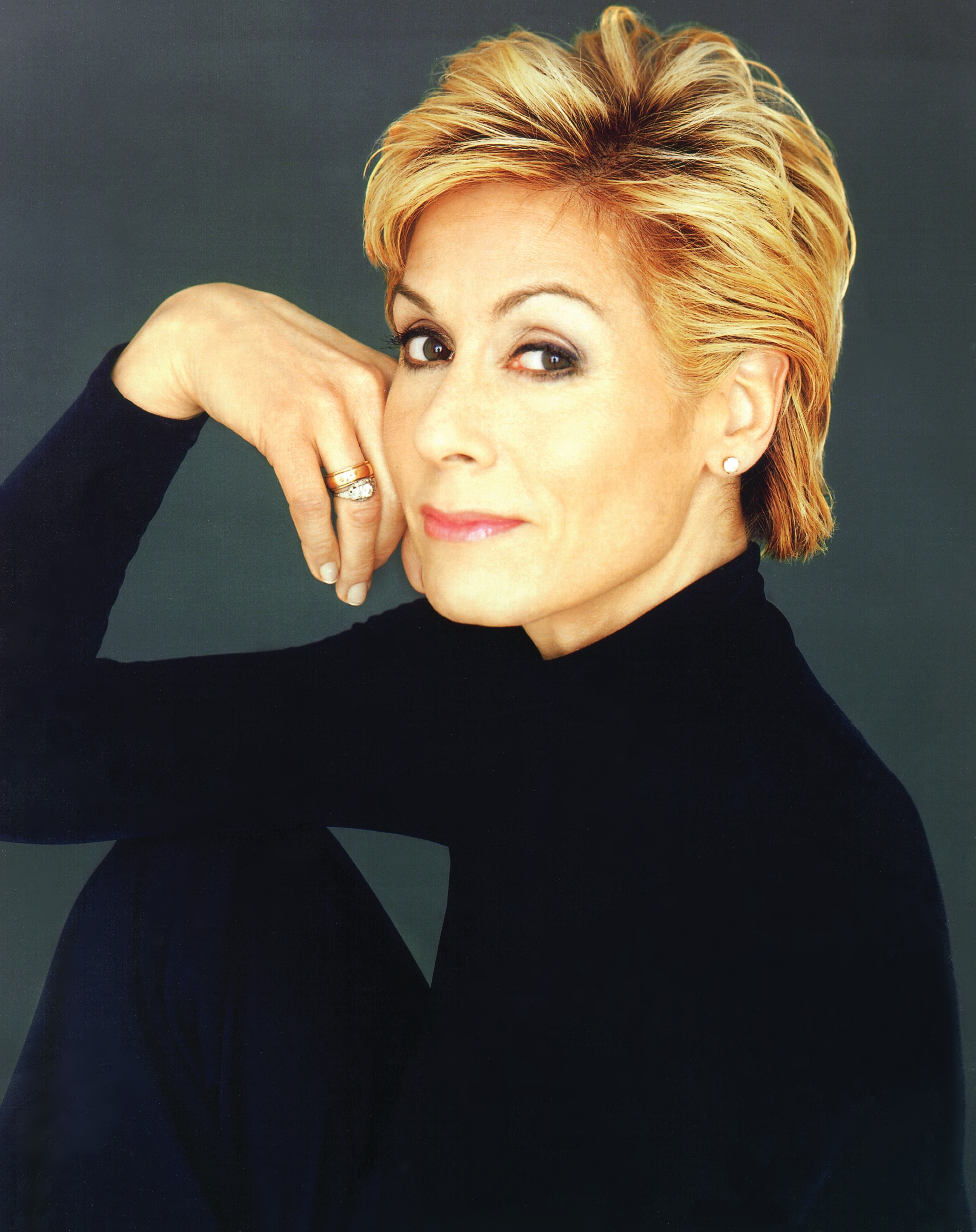
Лайт в 2007 году.

| Год          |     | Русское название                                           | Оригинальное название                                     | Роль                     |
| ------------ | --- | ---------------------------------------------------------- | --------------------------------------------------------- | ------------------------ |
| 1977         | с   | Коджак                                                     | Kojak                                                     | Летиция Померанц         |
| 1977—1983    | с   | Одна жизнь, чтобы жить                                     | One Life to Live                                          | Карен Волек              |
| 1983         | тф  | Интимная агония                                            | Intimate Agony                                            | Марша                    |
| 1983         | с   | Сент-Элсвер                                                | St. Elsewhere                                             | Барбара Лонгнекер        |
| 1983         | с   | Семейные узы                                               | Family Ties                                               | Стэйси Хьюз              |
| 1984         | с   | Миссисипи                                                  | The Mississippi                                           | имя персонажа неизвестно |
| 1984         | с   | Ремингтон Стил                                             | Remington Steele                                          | Кларисса Кастер          |
| 1984         | с   | Вы жюри                                                    | You Are the Jury                                          | Элизабет Хардинг         |
| 1984—1992    | с   | Кто здесь босс?                                            | Who's the Boss?                                           | Анжела Бауэр             |
| 1986         | с   | Зачарованные жизни                                         | Charmed Lives                                             | Анжела Бауэр             |
| 1987         | тф  | Печать убийцы                                              | Stamp of a Killer                                         | Кэти Проктор             |
| 1987         | тф  | История Райана Уайта                                       | The Ryan White Story                                      | Джинни Уайт              |
| 1989         | тф  | Мой парень вернулся                                        | My Boyfriend's Back                                       | Викки Вайн               |
| 1990         | тф  | В защиту женатого мужчины                                  | In Defense of a Married Man                               | Лаура Симмонс            |
| 1991         | тф  | Жена, мать, убийца                                         | Wife, Mother, Murderer                                    | Мари Хили / Робби / Тери |
| 1993         | тф  | Человек не должен говорить                                 | Men Don't Tell                                            | Лаура Маккафри           |
| 1994         | тф  | Вера и предательство                                       | Betrayal of Trust                                         | Барбара Ноэль            |
| 1993—1994    | с   | Феномен                                                    | Phenom                                                    | Диана Дулан              |
| 1994         | тф  | Совращенная в клетке                                       | Against Their Will: Women in Prison                       | Элис Нидхем              |
| 1995         | тф  | Сердцеед                                                   | Lady Killer                                               | Дженис Митчелл           |
| 1996         | тф  | Муж, жена и любовник                                       | A Husband, a Wife and a Lover                             | Лиза Маккивер            |
| 1996         | тф  | Убийство возле моей двери                                  | Murder at My Door                                         | Ирен Макнейр             |
| 1996         | ф   | Шаг в будущее                                              | A Step Toward Tomorrow                                    | Анна Лернер              |
| 1996—1997    | с   | Дакмен                                                     | Duckman                                                   | Урсула Бэкон             |
| 1997         | тф  | Так близко к дому                                          | Too Close to Home                                         | Диана Донахью            |
| 1997         | с   | Коровка и Петушок                                          | Cow and Chicken                                           | медсестра                |
| 1998         | с   | Простая жизнь                                              | The Simple Life                                           | Сара Кэмпбелл            |
| 1998         | тф  | Заражение                                                  | Carriers                                                  | майор Кэмерон Трэвис     |
| 2000         | с   | Американский опыт                                          | American Experience                                       | рассказчик               |
| 2000         | мф  | Царь сновидений                                            | Joseph: King of Dreams                                    | Зулейка                  |
| 2001         | тф  | Родился в Бруклине                                         | Born in Brooklyn                                          | имя персонажа неизвестно |
| 2002         | с   | Спин-Сити                                                  | Spin City                                                 | Кристин                  |
| 2002—2010    | с   | Закон и порядок: Специальный корпус                        | Law & Order: Special Victims Unit                         | Элизабет Донелли         |
| 2004         | с   | Стоунз                                                     | The Stones                                                | Барбара Стоун            |
| 2006         | ф   | Айра и Эбби                                                | Ira & Abby                                                | Арлин Блэк               |
| 2006         | ф   | Разбитая подошва                                           | A Broken Sole                                             | Хиллари                  |
| 2006—2008    | с   | Двадцать славных лет                                       | Twenty Good Years                                         | Джина                    |
| 2006—2010    | с   | Дурнушка                                                   | Ugly Betty                                                | Клэр Мид                 |
| 2007         | ф   | Спаси меня                                                 | Save Me                                                   | Гэйл                     |
| 2011         | с   | Эдем                                                       | Eden                                                      | Оливия Спаркс            |
| 2011         | с   | Сестра Джеки                                               | Nurse Jackie                                              | Морин Купер              |
| 2011         | тф  | Чужие дети                                                 | Other People's Kids                                       | Лаура                    |
| 2012         | ф   | Рифмы с бананом                                            | Rhymes with Banana                                        | Джудит Лайт              |
| 2012         | ф   | Скрудж и Марли                                             | Scrooge & Marley                                          | рассказчик               |
| 2012—2015    | с   | Бывшие                                                     | The Exes                                                  | Марджори                 |
| 2013—2014    | с   | Даллас                                                     | Dallas                                                    | Джудит Райленд           |
| 2014         | мтф | Десять на десять                                           | Ten X Ten                                                 | женщина 60-х годов       |
| 2014         | ф   | Не видать нам Париж как своих ушей                         | We'll Never Have Paris                                    | Джин                     |
| 2014         | с   | Воспитывая Хоуп                                            | Raising Hope                                              | Луиза                    |
| 2014         | ф   | Последний уик-энд                                          | Last Weekend                                              | Вероника Госс            |
| 2014         | тф  | Винклеры                                                   | The Winklers                                              | Тита Винклер             |
| 2014 — н. в. | с   | Очевидное                                                  | Transparent                                               | Шелли Пефферман          |
| 2015         | ф   | В поисках огня                                             | Digging for Fire                                          | бабушка                  |
| 2018         | с   | Убийство Джанни Версаче: Американская история преступлений | The Assassination of Gianni Versace: American Crime Story | Мэрилин Миглин           |
| 2022         | ф   | Меню                                                       | The Menu                                                  | Анна                     |

## Награды и номинации
| Год  | Ассоциация                            | Категория                                                                 | Работа                                                     | Результат |
| ---- | ------------------------------------- | ------------------------------------------------------------------------- | ---------------------------------------------------------- | --------- |
| 1979 | Премия «Soapy»                        | Лучшая актриса                                                            | Одна жизнь, чтобы жить                                     | Победа    |
| 1980 | Дневная премия «Эмми»                 | Лучшая женская роль в драматическом сериале                               | Одна жизнь, чтобы жить                                     | Победа    |
| 1980 | Премия «Soapy»                        | Лучшая актриса                                                            | Одна жизнь, чтобы жить                                     | Победа    |
| 1981 | Дневная премия «Эмми»                 | Лучшая женская роль в драматическом сериале                               | Одна жизнь, чтобы жить                                     | Победа    |
| 1998 | GLAAD Media Awards                    | Награда «Vision»                                                          | Награда «Vision»                                           | Победа    |
| 2007 | Премия «TV Land»                      | Любимая работающая мама                                                   | Кто здесь босс?                                            | Номинация |
| 2007 | Премия «Prism»                        | Лучшая роль в комедийном телесериалами                                    | Дурнушка                                                   | Победа    |
| 2007 | Прайм-тайм премия «Эмми»              | Лучшая приглашённая актриса в комедийном телесериале                      | Дурнушка                                                   | Номинация |
| 2008 | Премия «TV Land»                      | Мужчина или женщина года                                                  | Кто здесь босс?                                            | Номинация |
| 2008 | Премия Гильдии киноактёров США        | Лучший актёрский состав в комедийном сериале                              | Дурнушка                                                   | Номинация |
| 2011 | Премия «Драма Деск»                   | Лучшая женская роль второго плана в пьесе                                 | Ломбарди                                                   | Номинация |
| 2011 | Премия «Тони»                         | Лучшая женская роль второго плана в пьесе                                 | Ломбарди                                                   | Номинация |
| 2012 | Премия «Драма Деск»                   | Лучшая женская роль второго плана в пьесе                                 | Other Desert Cities                                        | Победа    |
| 2012 | Премия «Тони»                         | Лучшая женская роль второго плана в пьесе                                 | Other Desert Cities                                        | Победа    |
| 2013 | Премия «Драма Деск»                   | Лучшая женская роль второго плана в пьесе                                 | The Assembled Parties                                      | Победа    |
| 2013 | Премия «Тони»                         | Лучшая женская роль второго плана в пьесе                                 | The Assembled Parties                                      | Победа    |
| 2015 | Премия «Выбор телевизионных критиков» | Лучшая женская роль второго плана в комедийном телесериале                | Очевидное                                                  | Номинация |
| 2016 | Премия «Золотой глобус»               | Лучшая женская роль второго плана — мини-сериал, телесериал или телефильм | Очевидное                                                  | Номинация |
| 2016 | Премия Гильдии киноактёров США        | Лучший актёрский состав в комедийном сериале                              | Очевидное                                                  | Номинация |
| 2016 | Премия «Выбор телевизионных критиков» | Лучшая женская роль второго плана в комедийном телесериале                | Очевидное                                                  | Номинация |
| 2016 | Прайм-тайм премия «Эмми»              | Лучшая женская роль второго плана в комедийном телесериале                | Очевидное                                                  | Номинация |
| 2016 | Премия Лиги Драмы                     | Выдающееся исполнение                                                     | Тереза Ракен                                               | Номинация |
| 2016 | Премия Внешнего общества критиков     | Лучшая женская роль второго плана в пьесе                                 | Тереза Ракен                                               | Победа    |
| 2017 | Прайм-тайм премия «Эмми»              | Лучшая женская роль второго плана в комедийном телесериале                | Очевидное                                                  | Номинация |
| 2018 | Прайм-тайм премия «Эмми»              | Лучшая женская роль второго плана в мини-сериале или фильме               | Убийство Джанни Версаче: Американская история преступлений | Номинация |